# Enrique Ayala Mora
Manuel Enrique Alejandro Ayala Mora (Ibarra, 13 de noviembre de 1950) es un historiador, político, editorialista y catedrático ecuatoriano, quien ha sido ideólogo del Partido Socialista Ecuatoriano, y fundador y exrector de la sede de Quito de la Universidad Andina Simón Bolívar.
En lo académico ha llegado al grado de Ph.D. en Historia Moderna siendo un importante historiador en su país. Se desempeña como profesor de la Universidad Central del Ecuador y la Universidad Andina Simón Bolívar.
Mientras en lo político, ha pertenecido a la militancia del Partido Socialista Ecuatoriano, llegando por tres periodos parte del Congreso Nacional. Durante los últimos tiempos ha sido parte de la facción anticorreísta de su partido, Renovación Socialista, contraria a la posición oficial del partido de cercanía al gobierno de Rafael Correa.

## Biografía

### Infancia
Nació el 13 de noviembre de 1950, hijo de Enrique Ayala Pasquel, simpatizante del velasquismo, y de Fanny Mora Bonilla; quienes formaron una familia tradicional y católica con 8 hijos. Inició sus estudios primarios en 1956 en el Instituto Rosales de los Hermanos Cristianos y la secundaria la realiza desde 1962 en el Colegio Sánchez y Cifuentes donde obtuvo su bachillerato en Humanidades Modernas en el año de 1968.

### Inicios de vida académica y política
Ayala Mora obtuvo su Licenciatura en 1972 y el doctorado en 1975 en Educación de la Pontificia Universidad Católica del Ecuador. En esta universidad iniciaría su conexión con el socialismo, apoyando un el proceso de modernización de la universidad en el cambio el sistema de créditos, teniendo como oponentes en este asunto a los miembros del Opus Dei.
Desde el año que obtuvo su licenciatura, comenzó a trabajar en la universidad como coordinador académico del Departamento de Ciencias Sociales y Políticas, nombrado por Hernán Malo González, y director de seminarios sobre Pensamiento Político Ecuatoriano. A su vez ingresa en las Juventudes Socialistas Revolucionarias y es electo representante estudiantil ante el Consejo Académico de la Universidad Católica.
En 1976 contrajo matrimonio con Magdalena Román Pérez, ibarreña, con la que ha tenido dos hijos. En ese mismo año empezó a verse afectado por una pugna interna en la Universidad Católica de Quito. Por entonces propuso a la Facultad de Ciencias Humanas la investigación del desarrollo histórico ideológico de los partidos políticos en el Ecuador, trabajo que fue aceptado y realizó hasta el 78, que publicó bajo el título de Lucha Política y origen de los Partidos en el Ecuador.
En 1978, viaja al Reino Unido, donde luego de estudiar inglés en Cambridge, ingresa a la Universidad de Essex donde al siguiente año conseguirá la Maestría en Historia comparativa. En 1982 recibió el doctorado (Ph.D.) en Historia Moderna en la Universidad de Oxford. 

### En el retorno a la democracia
Al siguiente año de haber ido a Inglaterra, los militares dejaban el poder a Ecuador. Al regresar al país, colabora en la organización del Partido Socialista. En 1984 deja de ser profesor en la Universidad Católica, ante las presiones de León Febres-Cordero algo que también pasaría en 1987 en la Facultad Latinoamericana de Ciencias Sociales en donde trabajaba desde el año 1982.
Durante este tiempo llegaría por primera vez al Congreso Nacional en 1986 representando a Imbabura y al Partido Socialista, siendo parte del Bloque Parlamentario Progresista junto con los diputados de la Izquierda Democrática y el Frente Amplio de Izquierda (FADI), el Movimiento Popular Democrático (MPD), entre otros proclamados de izquierda que se oponían al régimen socialcristiano. Su periodo termina en 1988.
En 1987 desempeñó la tercera secretaría del Comité Ejecutivo Nacional del Partido Socialista. En 1990 regresa al Congreso representando al mismo partido y la misma provincia hasta 1992, durante este periodo se integró en la oposición al régimen de Rodrigo Borja Cevallos.
Al mismo año de iniciar su trabajo para organizar una sede en Quito para la Universidad Andina Simón Bolívar, 1995, su partido se fusiona con el FADI formando el Partido Socialista-Frente Amplio (PS-FA).
En 1997 y 1998 fue miembro de la Asamblea Constituyente generada tras la caída de Abdalá Bucaram, formando parte de la Convergencia Patriótica entre los partidos de izquierda que se enfrentaron a la mayoría de la Aplanadora, que tras su debilitamiento permitió a la convergencia integrar políticas sociales a la Constitución de 1998.
En el 2003 ingresa nuevamente en el Congreso Nacional esta vez por la provincia de Pichincha en donde se mantendrá hasta el 2007. Durante el gobierno de Rafael Correa ha sido parte de la facción anticorreísta de su partido, Renovación Socialista, contraria a la posición oficial del partido de cercana al régimen.
En las elecciones del 2017 se ha postulado a asambleísta provincial de Imbabura por el Movimiento Unidad Popular, tras haber apoyado la formación del Acuerdo Nacional por el Cambio del cual se volvió su coordinador el 28 de septiembre de 2016, tras Paco Moncayo convertirse en candidato a la presidencia.
Fue Presidente del Partido Socialista Ecuatoriano desde 2019 hasta 2021.

## Carrera política
- Congreso Nacional del Ecuador 1986-1988, Diputado por Provincia de Imbabura (Partido Socialista Ecuatoriano)[6]
- Congreso Nacional del Ecuador 1986-1987, Vicepresidente (Partido Socialista Ecuatoriano)
- Congreso Nacional del Ecuador 1990-1992, Diputado por Provincia de Imbabura (Partido Socialista Ecuatoriano)
- Asamblea Constituyente del Ecuador 1997-1998, Asambleísta por Provincia de Imbabura (Partido Socialista-Frente Amplio)
- Congreso Nacional del Ecuador 2003-2007, Diputado por Provincia de Pichincha (Partido Socialista-Frente Amplio)
- Gobierno Nacional del Ecuador 2016, Precandidato a Presidente (Acuerdo Nacional por el Cambio)
- Asamblea Nacional de Ecuador 2017, Candidato a Asambleísta por Provincia de Imbabura (Movimiento Unidad Popular)

## Publicaciones
- Nueva Historia del Ecuador (als Herausgeber), (15 Bände), Quito, Corporación Editora Nacional-Grijalbo, 1988–1995.
- El socialismo y la nación ecuatoriana, Quito, Ediciones La Tierra, 2005.
- Resumen de Historia del Ecuador, Quito, Biblioteca General de Cultura, volumen 1, Corporación Editora Nacional, 13a. ed., 2006.
- Enseñanza de integración en los países andinos, Lima, Secretaría General de la CAN, 2006.
- Historia del Ecuador, volúmenes 1 y 2.[7]
- García Moreno, Su proyecto político y su muerte[8]
- Historia de la revolución liberal ecuatoriana[9]
- José María Velasco Ibarra: Una antología de sus textos[10]
- El bolivarismo en el Ecuador[11]
- Pensamiento de Pedro Moncayo[12]
- Simón Bolívar[13]
- Ecuador-Perú: historia del conflicto y de la paz[14]
- Lucha política y origen de los partidos en Ecuador[12]
- Historia del Congreso Nacional[15]
- Asamblea Constituyente: retos y oportunidades[16]
- El socialismo y la nación ecuatoriana[17]
- La crisis del socialismo: desafíos y perspectivas en el Ecuador y América Latina[18]